# Rắn
Rắn là tên gọi chung để chỉ một nhóm các loài động vật bò sát ăn thịt, không có chân và thân hình tròn dài (hình trụ), thuộc phân bộ Serpentes, có thể phân biệt với các loài thằn lằn không chân bằng các đặc trưng như không có mí mắt và tai ngoài. Giống như các loài bò sát có vảy (Squamata) khác, rắn là động vật có xương sống, có màng ối, ngoại nhiệt với các lớp vảy xếp chồng lên nhau che phủ cơ thể. Nhiều loài rắn có sọ với nhiều khớp nối hơn các tổ tiên là động vật dạng thằn lằn của chúng, cho phép chúng nuốt các con mồi to lớn hơn nhiều so với đầu chúng với các quai hàm linh động cao. Để phù hợp với cơ thể thon và hẹp của mình, các cơ quan có cặp đôi của rắn được bố trí theo kiểu cái này nằm phía trước cái kia thay vì ngang hàng ở hai bên, và phần lớn các loài rắn chỉ có 1 phổi hoạt động. Một vài loài vẫn duy trì một đai chậu với 1 cặp vuốt dạng vết tích ở một trong hai bên của lỗ huyệt.
Các loài rắn còn sinh tồn đã được tìm thấy trên gần như mọi châu lục (ngoại trừ châu Nam Cực), trong lòng các đại dương như Ấn Độ Dương và Thái Bình Dương, và trên phần lớn các khối lục địa nhỏ hơn — các ngoại lệ bao gồm một số đảo lớn như Ireland và New Zealand, và nhiều đảo nhỏ trong Đại Tây Dương và Trung Thái Bình Dương. Trên 20 họ rắn hiện nay đang được công nhận, bao gồm khoảng 500 chi với khoảng 3.400 - 3.550 loài. Kích thước của chúng biến động từ nhỏ, như rắn chỉ (Leptotyphlops carlae) chỉ dài khoảng 10 cm cho tới lớn như trăn gấm (Python reticulatus) dài tới 8,7 m. Loài tìm thấy ở dạng hóa thạch là Titanoboa cerrejonensis dài tới 15 m. Người ta cho rằng rắn đã tiến hóa từ các loài động vật dạng thằn lằn hoặc là sống đào bới hoặc là thủy sinh trong giai đoạn Creta giữa, và các hóa thạch sớm nhất đã biết có niên đại khoảng 112 Ma. Sự đa dạng của rắn đã xuất hiện trong thế Paleocen (khoảng 66 tới 56 Ma).
Phần lớn các loài rắn không có nọc độc, còn những loài nào có nọc độc thì chủ yếu sử dụng nó vào việc giết chết hay khuất phục con mồi thay vì để phòng vệ. Một số loài có nọc độc mạnh tới mức đủ gây ra vết thương đau nhức hay gây tử vong cho con người. Các loài rắn không nọc độc hoặc là nuốt sống con mồi hoặc là giết nó bằng cách quấn và vặn xiết.

## Từ nguyên
Trong tiếng Việt, từ rắn bắt nguồn từ *p-səɲʔ trong tiếng Việt-Mường nguyên thủy, chính nó lại bắt nguồn từ *(b)saɲʔ trong tiếng Nam Á nguyên thủy.
Trong tiếng Anh, từ snake bắt nguồn từ snaca trong tiếng Anh thượng cổ, chính nó phái sinh từ *snak-an- trong tiếng German nguyên thủy, gốc từ tiếng Proto-Ấn-Âu là *(s)nēg-o- 'bò, trườn', cũng chính là gốc của từ sneak 'lén lút' và từ nāgá 'rắn' trong tiếng Phạn. Một từ nữa cho rắn trong tiếng Anh là serpent được mượn từ tiếng Pháp, bắt nguồn từ tiếng Ấn-Âu nguyên thủy là *serp- 'trườn', cũng chính là gốc của từ ἕρπω (hérpō) 'Tôi bò' trong tiếng Hy Lạp cổ đại.

## Tiến hóa
Hồ sơ hóa thạch rắn là khá nghèo nàn do các bộ xương rắn thông thường là nhỏ và dễ gãy, làm cho sự hóa thạch là không phổ biến. Các hóa thạch có thể được nhận dạng như là rắn (mặc dù thường vẫn duy trì các chi sau) lần đầu tiên xuất hiện trong hồ sơ hóa thạch trong kỷ Creta. Các hóa thạch rắn sớm nhất đã biết được tìm thấy tại các di chỉ trong khu vực Utah và Algérie, đại diện tương ứng cho các chi Coniophis và Lapparentophis. Các hóa thạch này được cho là có niên đại tương ứng với tầng Alba hay tầng Cenomanum (dù không chắc chắn lắm) vào cuối kỷ Creta, khoảng 112 tới 94 Ma. Tuy nhiên, niên đại thậm chí còn sớm hơn đã từng được đề xuất cho một trong các di chỉ tại Algérie, có thể cổ tới mức tương ứng với tầng Apt, 125 tới 112 Ma.
Dựa theo giải phẫu học so sánh, người ta có sự đồng thuận cho rằng rắn là hậu duệ của một nhóm thằn lằn.:11 Người ta cũng cho rằng các loài trăn trong các họ Pythonidae và Boidae là các nhóm nguyên thủy nhất trong số các loài rắn hiện đại—chúng có các chi sau dạng vết tích: các ngón chân nhỏ xíu có vuốt gọi là các cựa hậu môn, được chúng sử dụng để bấu víu trong khi giao phối.:11 Các họ Leptotyphlopidae và Typhlopidae cũng có các dấu tích của đai chậu, đôi khi xuất hiện như là các chỗ lồi ra dạng chất sừng khi nhìn thấy.
Tất cả các loài rắn hiện đã biết đều không có chi trước. Điều này là do sự tiến triển của các gen Hox, kiểm soát sự tạo hình chi. Cột sống của tổ tiên chung của các loài rắn, giống như phần lớn các loài động vật bốn chân khác, có các chuyên biệt hóa khu vực bao gồm các đốt sống cổ, ngực, thắt lưng, cùng (chậu) và đuôi. Ngay từ ban đầu trong tiến hóa của rắn thì sự biểu lộ các gen Hox trong phần cột sống chịu trách nhiệm cho sự phát triển đốt sống ngực đã chiếm ưu thế. Kết quả là tất cả các đốt sống phía trước các chồi chi sau (khi có mặt) đều có cùng một nhận dạng giống như kiểu đốt sống ngực (ngoại trừ từ đốt sống đội, đốt sống trục và các đốt sống cổ 1–3). Nói cách khác, phần lớn bộ xương của rắn có thể coi là một cái ngực kéo cực kỳ dài. Các xương sườn chỉ được tìm thấy trên các đốt sống ngực. Các đốt sống cổ, thắt lưng và khung chậu bị giảm đi rất nhiều về lượng (chỉ có 2–10 đốt sống thắt lưng và chậu), trong khi chỉ có các dấu tích ngắn của các đốt sống đuôi. Tuy nhiên, đuôi vẫn đủ dài để có công dụng quan trọng ở nhiều loài, và nó bị biến đổi ở một số loài sống dưới nước hay leo trèo trên cây.
Các loài rắn hiện đại đã đa dạng hóa mạnh trong thế Paleocen. Điều này diễn ra cùng với phân tỏa thích nghi của động vật có vú, ngay sau sự kiện tuyệt chủng của khủng long phi chim. Các loài rắn thuộc họ Colubridae, một trong các nhóm rắn phổ biến nhất, dã trở nên cực kỳ đa dạng do thức ăn của chúng là động vật gặm nhấm, một nhóm động vật có vú đặc biệt thành công.

### Nguồn gốc

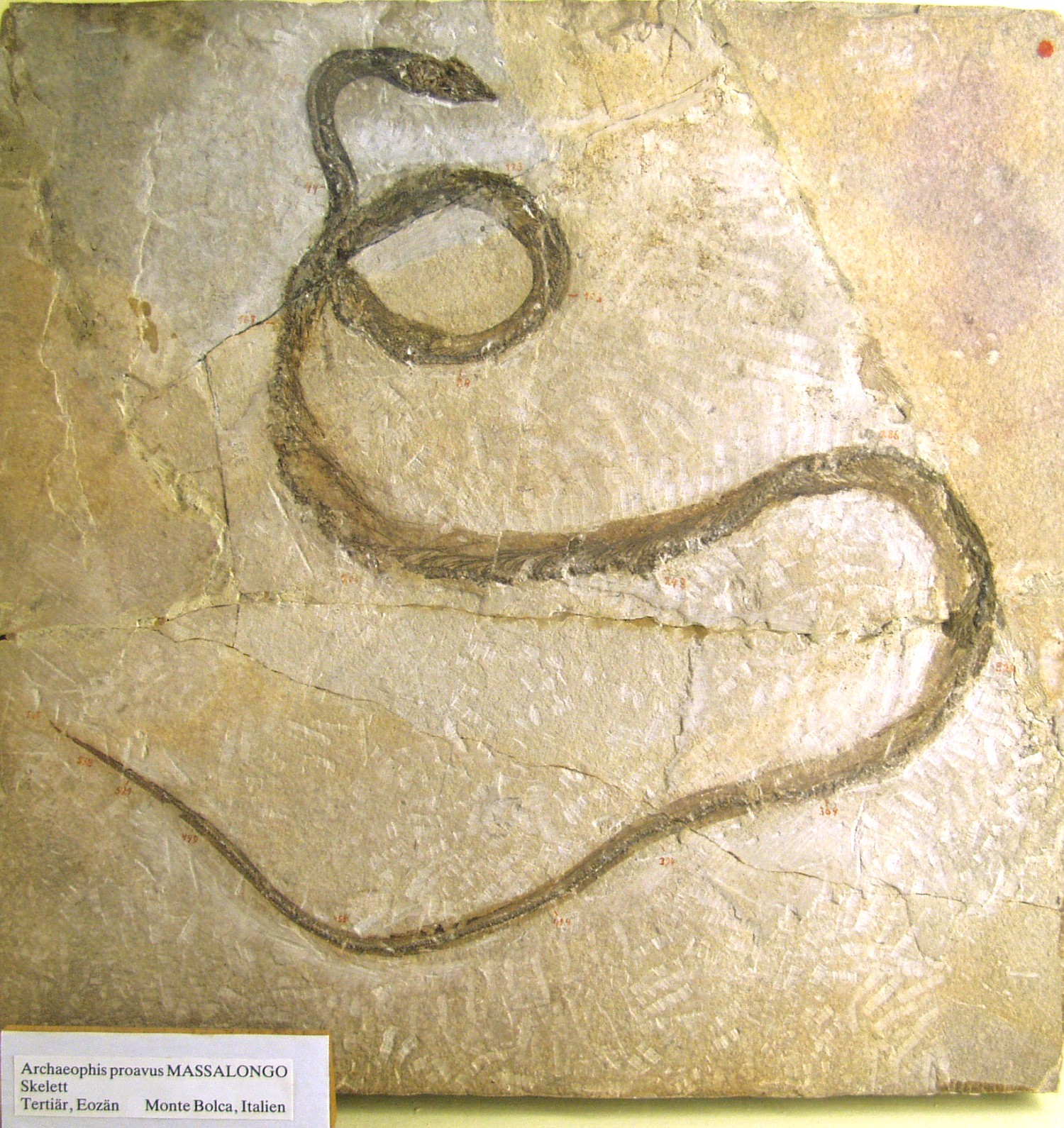
Hóa thạch của Archaeophis proavus.

## Phân bố

Phân bố toàn thế giới (gần đúng) của rắn.

## Sinh học

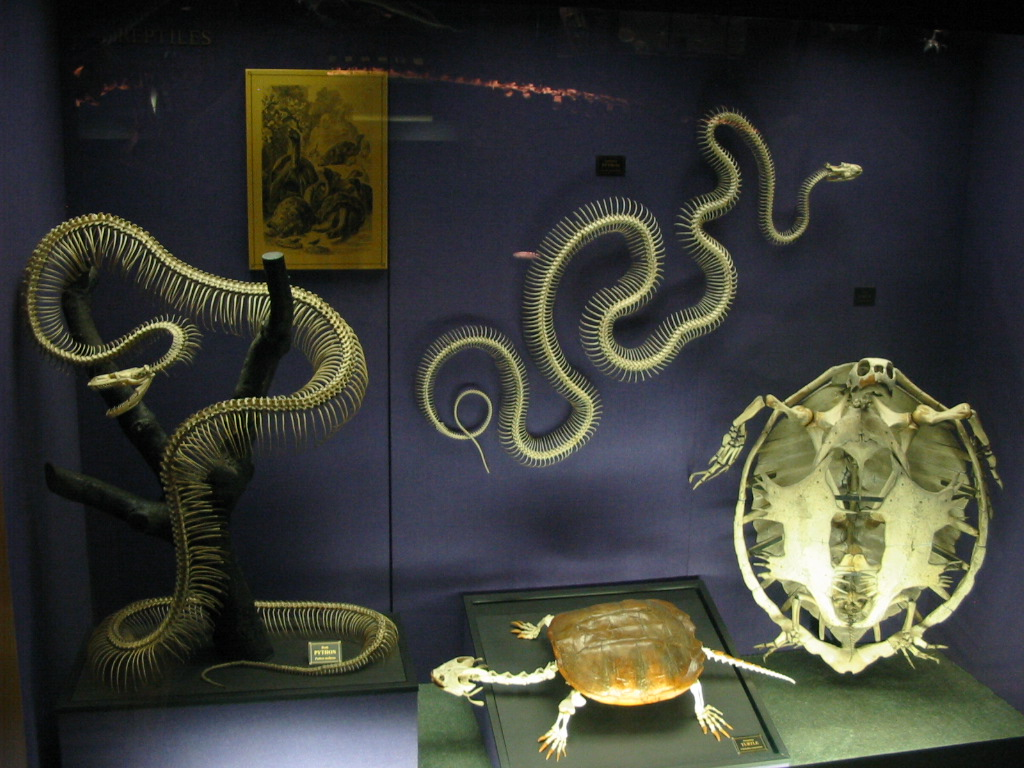
Khi so sánh, bộ xương của rắn khác biệt rõ nét với bộ xương của phần lớn các loài bò sát khác (như rùa ở bên phải), được tạo thành gần như hoàn toàn như là một bộ khung xương sườn kéo dài.

### Kích thước

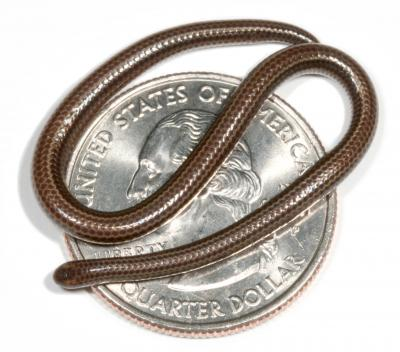
Rắn giun Barbados (Leptotyphlops carlae) trưởng thành, trên đồng xu ¼ đô la Mỹ.

### Da

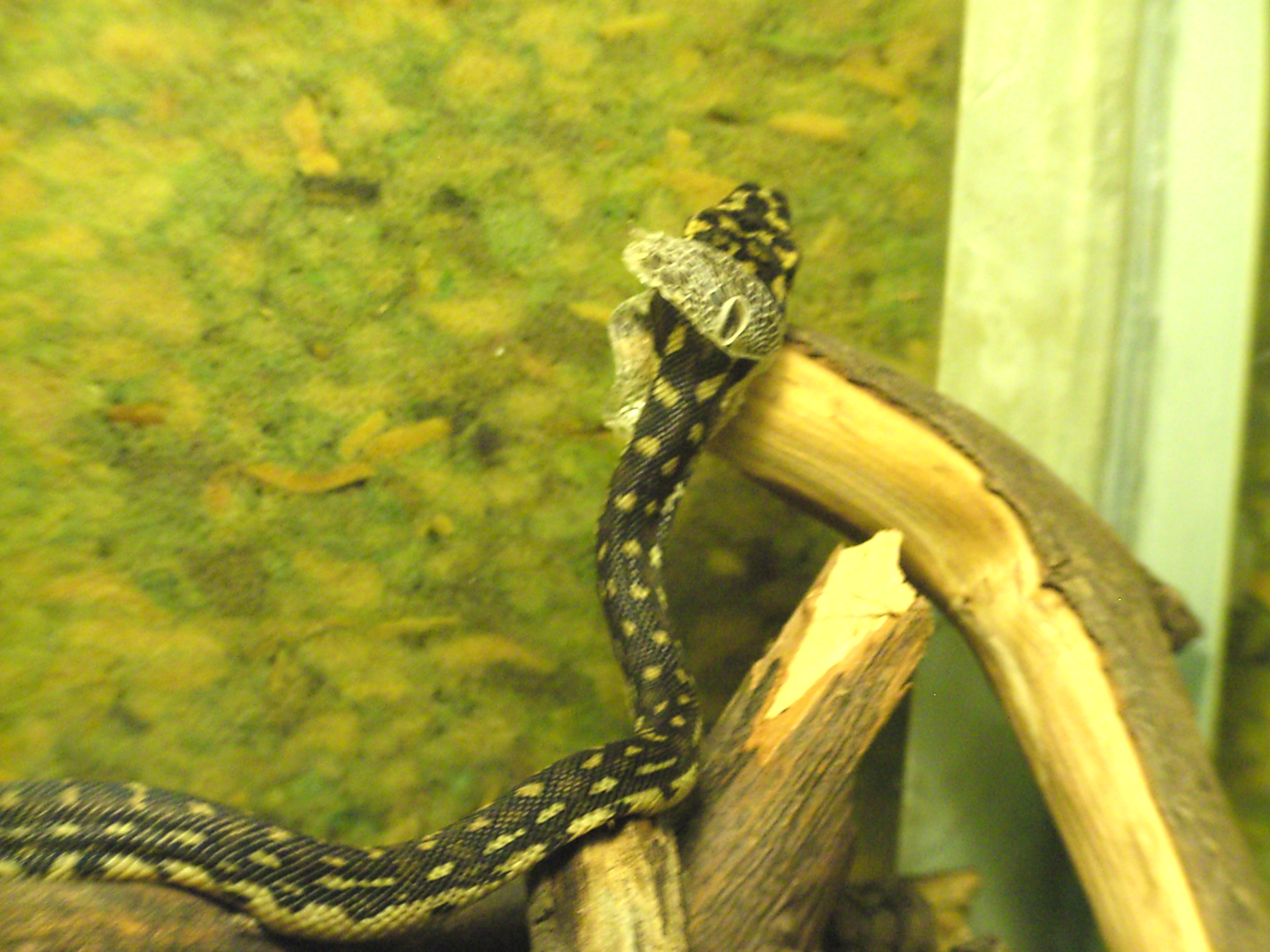
Vảy mắt thấy rõ trong lớp da lột của con trăn kim cương(Morelia spilota spilota).

#### Lột xác

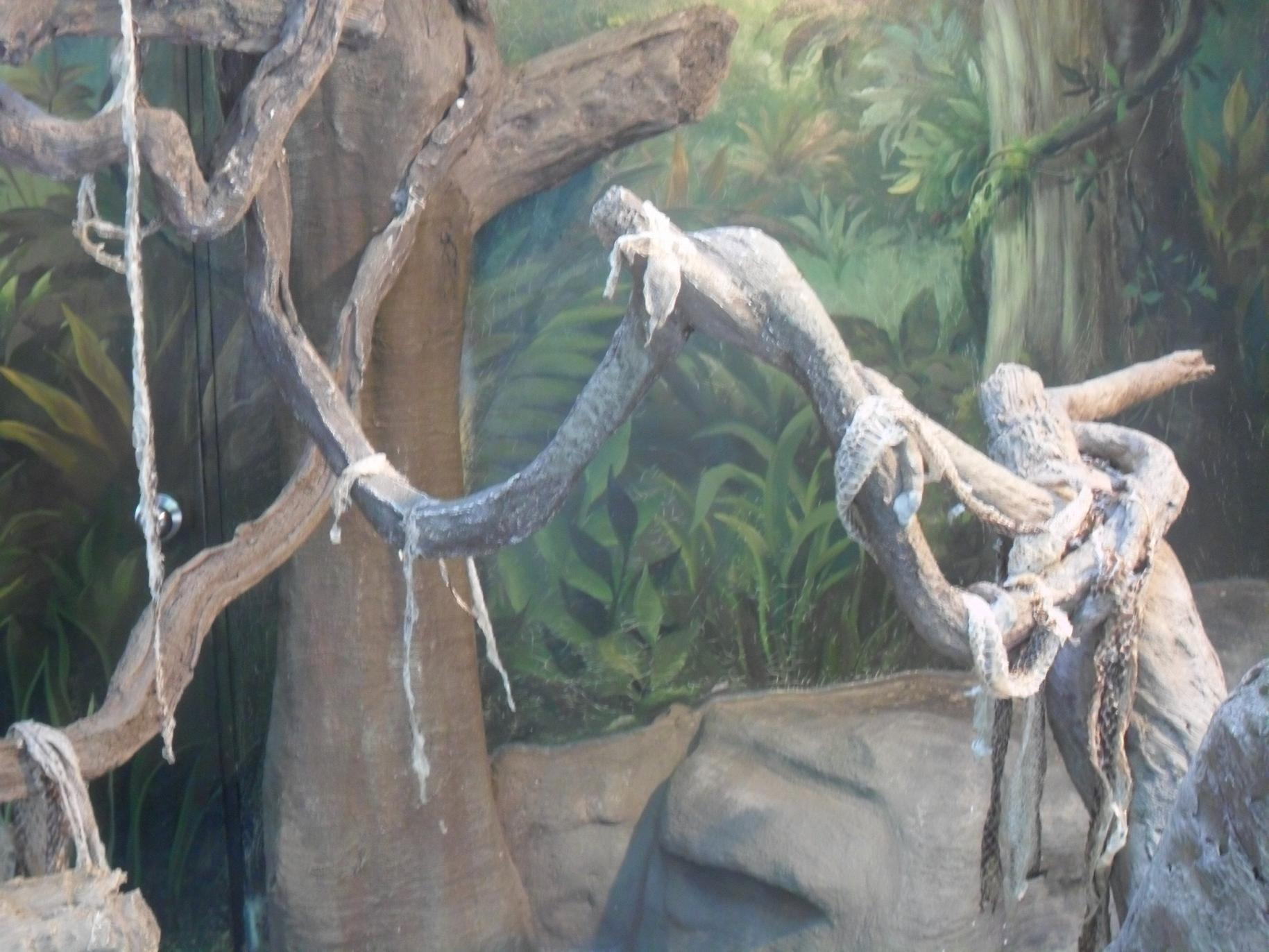
Da rắn sau khi lột xác còn lại trên cành cây

### Giác quan

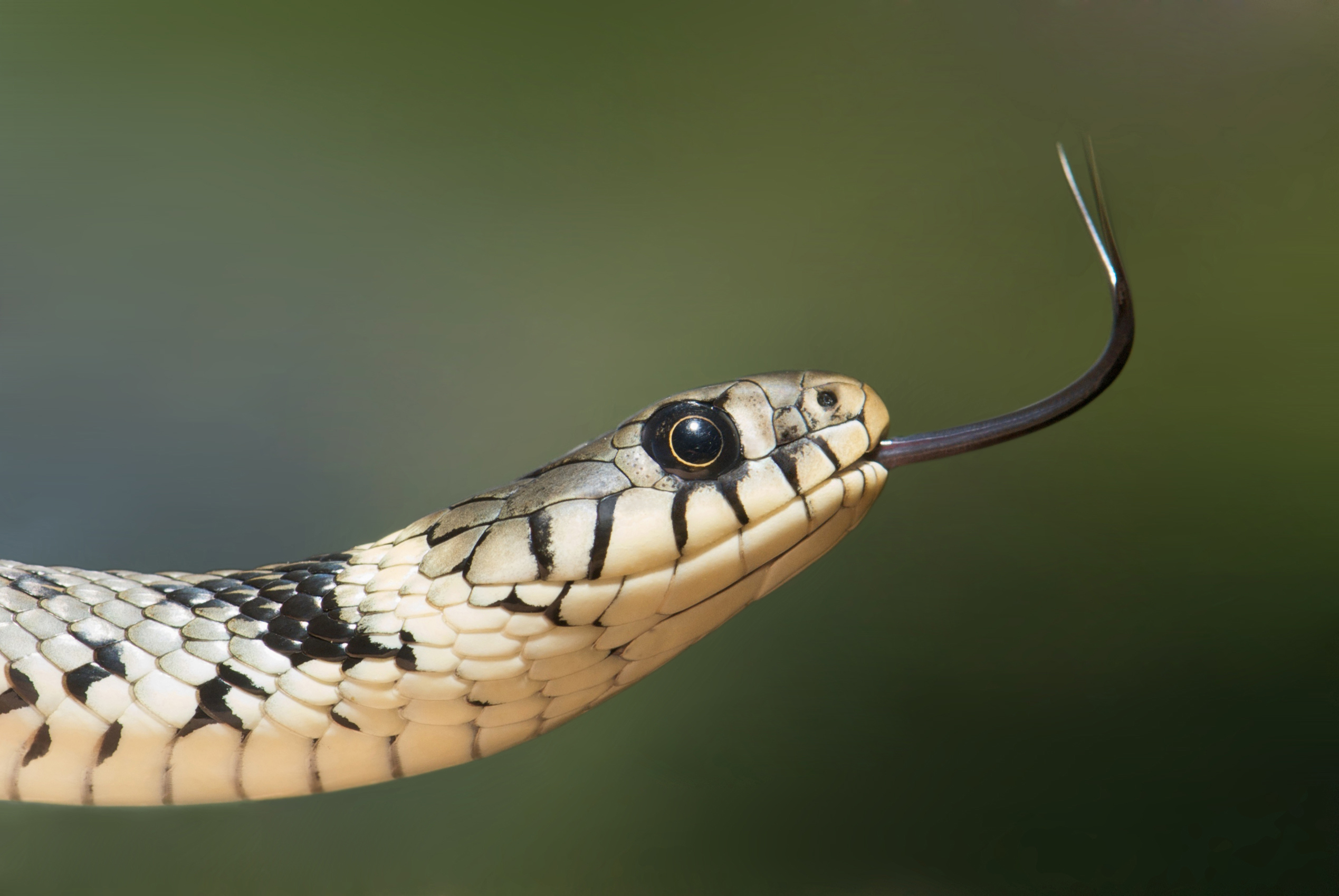
Một con rắn đang cảm nhận sự vật thông qua cái lưỡi chẻ của nó

### Nọc

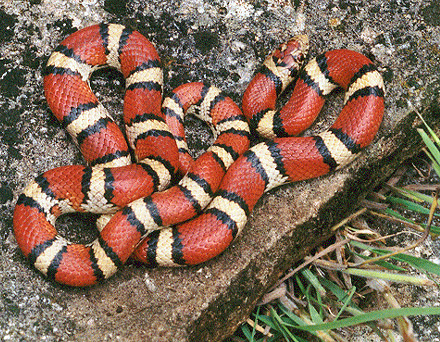
Rắn sữa (Lampropeltis triangulum) vô hại thường bị nhầm thành rắn san hô, những loài rắn với nọc độc chết người.

### Kiếm ăn và thức ăn

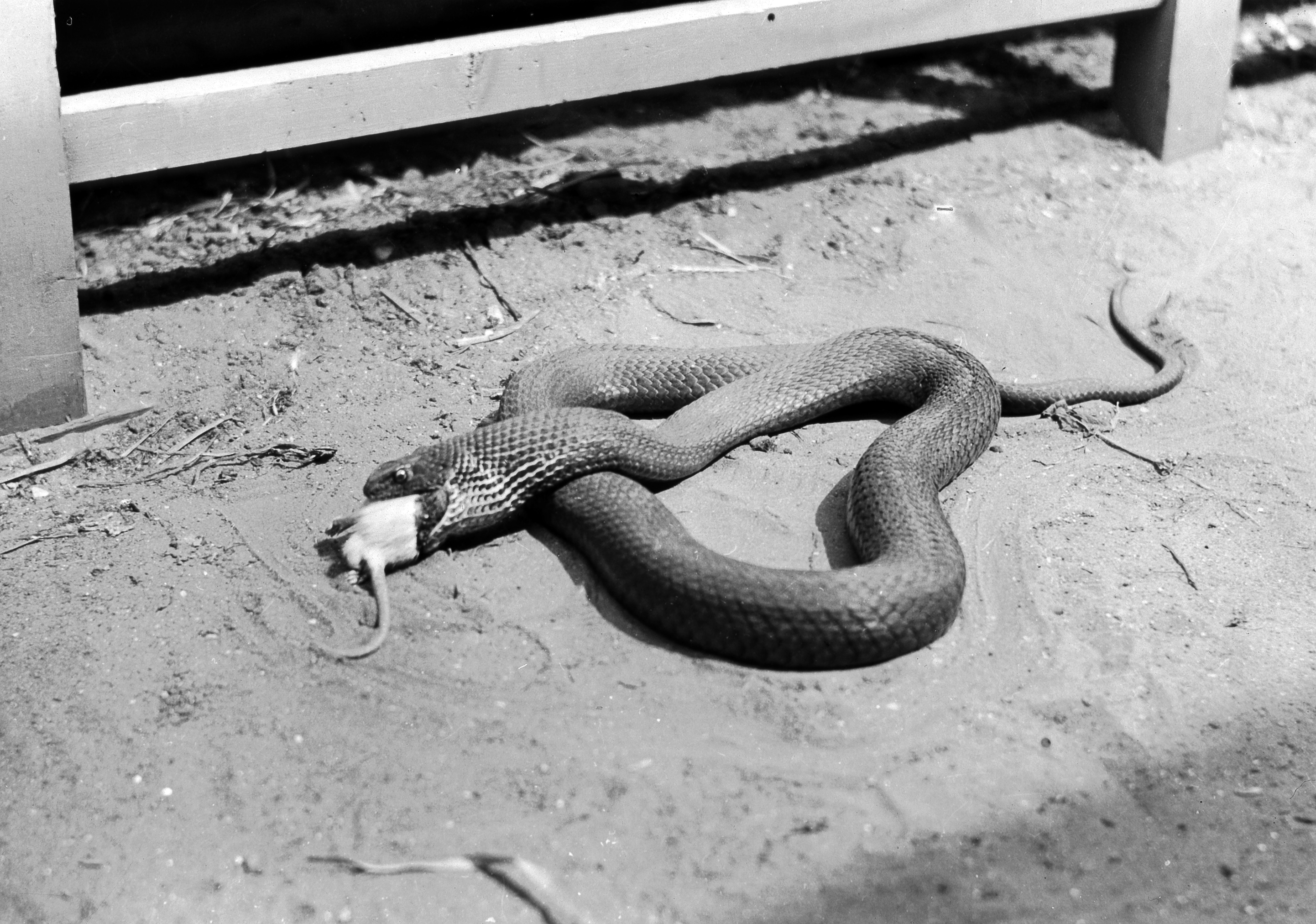
Con rắn đang ăn một con chuột.

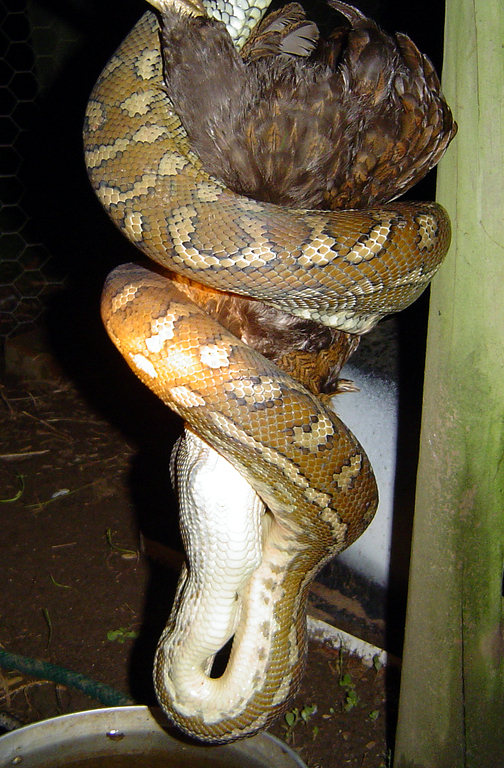
Trăn thảm (Morelia spilota) đang quấn và nuốt một con gà.

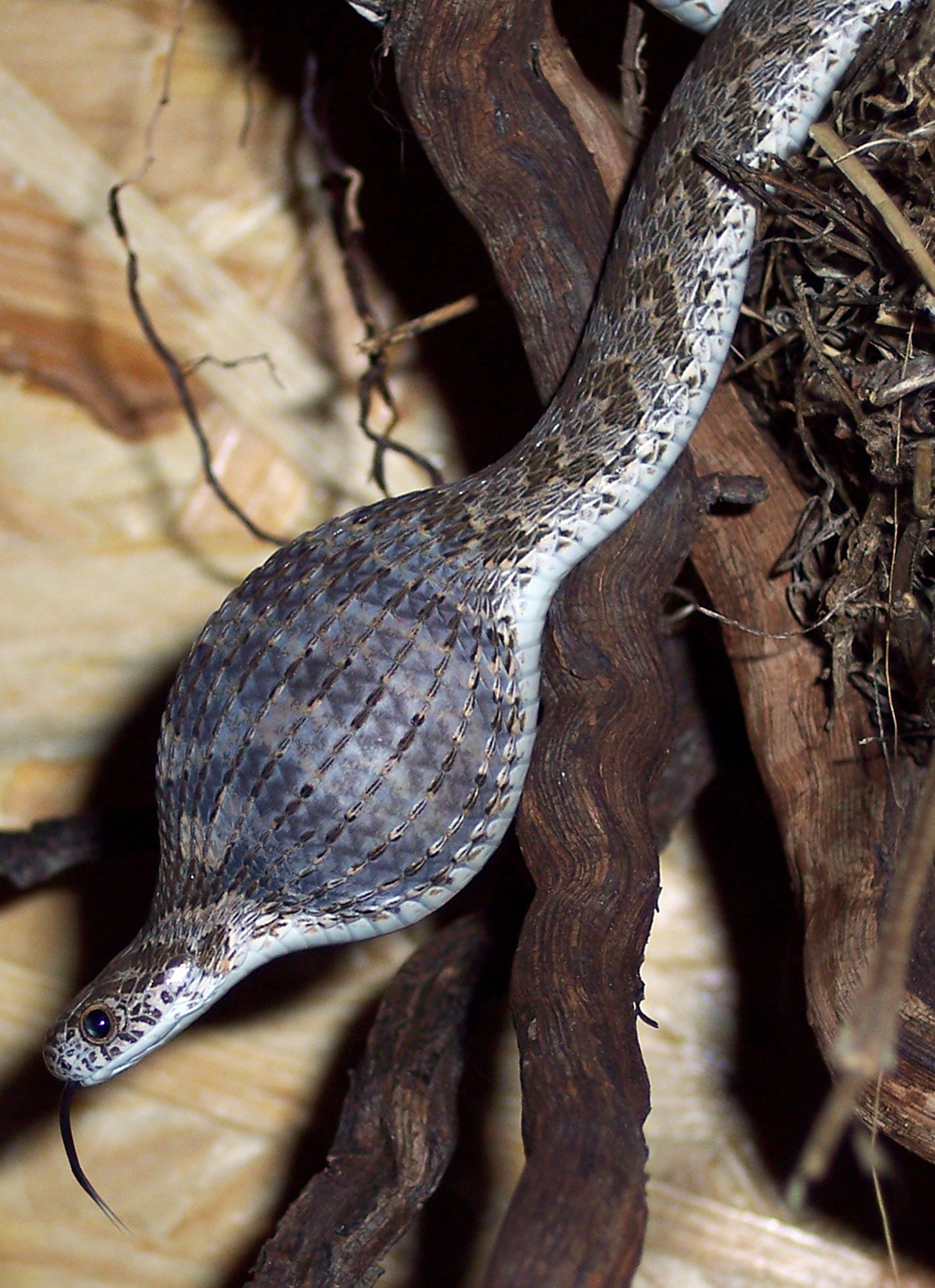
Rắn ăn trứng châu Phi (Dasypeltis).